# Ivan Konstantinovič Ajvazovski
Ivan Konstantinovič Ajvazovski (ruski: Ива́н Константи́нович Айвазо́вский, armenski: Հովհաննես Այվազովսկի; 29. srpnja 1817. – 5. svibnja 1900.) bio je ruski slikar armenskog podrijetla, najpoznatiji po svojim slikama mora koje zauzimaju više od polovice njegova ukupnog stvaralaštva.

## Životopis
Rođen je u siromašnoj armenskoj obitelji i kršten je kao Hovhannes Aivazian. Njegov slikarski talent mu osigurava stipendiju za školovanje u gimnaziji, a poslije i u Umjetničkoj školi u Sankt Peterburgu, koju završava osvojivši za svoje radove „zlatnu medalju“.
Osvajajući priznanja za svoje slike pejzaža i otvorenog mora, odlazi da slika seriju portreta manjih gradova, prije nego što odlazi na proputovanje Europom u potrazi za iskustvima, gdje je upoznao i engleskog slikara W. Turnera. Kasnije slika mornaricu na otvorenim morima što pozdravlja i prihvaća tadašnja ruska mornarica. Od tada Ajvazovski održava bliske veze s vojnom mornaricom i nazoči mnogim mornaričkim svečanostima. Također, slika i nešto radova vezanih za Osmansko Carstvo i sultana, i te slike se danas nalaze u turskim muzejima.
Od 856. do 1857. Ajvazovski je slikao u Parizu i tada mu je dodijeljena Legija časti, kao prvom ne-Francuzu koji je primio ove počasti.
Zahvaljujući svom dugom životu, Ajvazovski postaje najprofitabilniji ruski slikar onog doba. Za sobom ostavlja preko 6000 radova do svoje smrti 1900. god. Svojim novčanim fondovima tijekom života otvara umjetničku školu i galeriju u svom rodnom gradu na Krimu, Feodosiji.
Njegove slike su na aukcijama dosezale i do 3.200.000 dolara, a njegova međunarodna reputacija i dan danas raste.

## Galerija odabranih radova
- Olujno more noću, 1849.
- Oluja, 1854.
- Duga, 1873.
- Gnjev mora, 1886.
- Među valovima, 1898.

## Vanjske poveznice
|  | Zajednički poslužitelj ima još gradiva o temi Ivan Konstantinovič Ajvazovski |

- Biografija Ivana Ajvazovskog
- Galerija radova